# Tegami (Haikei Jūgo no Kimi e)
手紙 ～拝啓 十五の君へ～ - Tegami ～Haikei Jyugo no kimi e～ es el octavo sencillo de Angela Aki que se publicará el 17 de septiembre de 2008, y el primer sencillo tras su segundo álbum Today.
Esta canción la escribió especialmente para el concurso de la cadena japonesa de televisión NHK National School Music Contest (Oncon), un concurso en el que coros de estudiantes de grado medio interpretan canciones cedidas por cantantes. Además apareció en otros programas de la NHK sobre este concurso. Es una de las tres canciones elegidas para ser la canción de los meses de agosto/septiembre para el programa infantil Minna no uta, en el que conocidos animadores y mangacas crean clips animados para las canciones, que se emiten en bloques de cinco minutos por la tele y la radio.
La canción trata sobre la adolescencia y sus problemas, y está dividida en dos partes diferenciadas, en la primera se cuenta cómo la adolescente escribe la carta a su yo adulto, y en la segunda parte nos cuenta la respuesta del yo adulto al adolescente. Es una canción de solo piano.
El sencillo aparecerá a la venta en dos versiones, una primera edición limitada con DVD, y la edición normal con solo CD. Incluye dos B-sides, el primero original de Angela, y el segundo, "Still fighting it" un cover de la canción del mismo nombre de Ben Folds. El DVD incluye el videoclip, el cómo se hizo, y un documento exclusivo de su gira 2007-2008 Today, aunque en un principio se anunció que aparecería también el video animado de Minna no Uta en lugar del Making of, finalmente se decidió que no estuviera ese video animado, y sí el Making of.

## Lista de canciones del CD[3]
1.- 手紙 ～拝啓 十五の君へ～ - Tegami ～Haikei Jyugo no kimi e～
2.- final destination
3.- Still Fighting It
4.- 手紙～拝啓 十五の君へ～ strings version - Tegami ～Haikei Jyugo no kimi e～ strings version

## Lista de canciones del DVD
1.- 手紙 ～拝啓 十五の君へ～ PV
2.- 手紙 ～拝啓 十五の君へ～ PV - Making off
3.- Concert Tour 2007-2008 "Today" Special Movie

## Posiciones en las listas de Oricon
En su primera semana ha vendido 31.419 copias, alcanzando el puesto 3 en la lista de ventas de Oricon, siendo este su récord personal en cuanto a singles se refiere (su puesto anterior más alto había sido el 6). También ha conseguido sus mejores ventas en cuanto a singles se refiere, superando a su anterior sencillo con más éxito comercial, Sakura iro, habiendo vendido hasta el momento 220,484 copias del sencillo. Por haber vendido 139.755 copias entró en el puesto número 45 en el Top 200 anual de Oricon, además de ser el número 25 en el Top 100 de Billboard Japan.
| Lun | Mar | Mie | Jue | Vie | Sab | Dom | Puesto semanal | Ventas    |
| --- | --- | --- | --- | --- | --- | --- | -------------- | --------- |
| -   | 3   | 3   | 3   | 3   | 2   | 2   | 3              | 31,419    |
| 6   | 6   | 6   | 5   | 5   | 4   | 4   | 5              | 22,267    |
| 4   | 13  | 12  | 8   | 7   | 7   | 5   | 9              | 18,180    |
| 5   | 11  | 10  | 7   | 7   | 6   | 3   | 7              | 14,487    |
| 2   | 13  | 14  | 8   | 8   | 5   | 6   | 8              | 13,835    |
| 5   | 25  | 19  | 14  | 10  | 9   | 7   | 14             | 10,141    |
| 4   | 20  | 16  | 15  | 13  | 14  | 12  | 16             | 8,163     |
| 8   | 24  | 26  | 21  | 21  | 18  | 14  | 21             | 6,019     |
| 14  | 36  | 32  | 18  | 23  | 22  | 18  | 26             | 4,823     |
| 20  | 34  | 29  | 24  | 21  | 18  | 22  | 26             | 3,990     |
| 17  | 50  | -   | 30  | 36  | 31  | 33  | 38             | 3,572     |
| 27  | -   | -   | 37  | 40  | 35  | 32  | 48             | 2,859     |
| 34  | -   | 49  | -   | 41  | 33  | 26  | 44             | 2,501     |
| 25  | -   | 46  | 40  | 37  | 26  | 26  | 40             | 2,643     |
| 21  | 24  | 25  | 26  | 26  | 25  | 16  | XX             | Año Nuevo |
| 13  | 11  | 10  | 4   | 5   | 5   | 6   | 16             | 11,506    |
| 5   | 11  | 12  | 9   | 8   | 6   | 7   | 10             | 6,512     |
| 6   | 24  | 21  | 18  | 15  | 12  | 11  | 16             | 4,838     |
| 9   | 36  | 24  | 18  | 18  | 15  | 13  | 19             | 4,011     |
| 12  | 36  | 39  | 32  | 26  | 26  | 23  | 32             | 3,459     |
| 22  | 48  | 49  | 47  | 33  | 27  | 21  | 41             | 2,840     |
| 28  | 37  | 24  | 27  | 29  | 17  | 16  | 26             | 2,677     |
| 17  | 46  | 43  | 34  | 30  | 27  | 28  | 36             | 2,712     |
| 27  | -   | -   | 30  | 18  | 12  | 15  | 29             | 4,346     |
| 15  | 40  | 31  | 25  | 23  | 21  | 19  | 25             | 4,308     |
| 22  | 32  | 30  | 25  | 27  | 18  | 22  | 30             | 3,721     |
| 24  | 32  | 36  | 27  | 24  | 22  | 24  | 28             | 2,636     |
| 25  | 30  | 28  | 26  | 18  | 13  | 15  | 21             | 4,153     |
| 15  | 21  | 25  | 19  | 23  | 19  | 21  | 22             | 3,249     |
| 19  | 34  | 24  | 31  | 29  | 23  | 29  | 29             | 2,348     |
| 24  | 34  | 32  | 39  | 25  | 30  | 28  | 33             | 1,820     |
| 26  | -   | -   | -   | -   | 47  | 42  | 63             | 1,456     |
| -   | -   | -   | -   | -   | 47  | 41  | 58             | 1,268     |
| -   | 36  | 30  | 34  | 35  | 34  | 36  | 42             | 1,633     |
| 37  | -   | -   | -   | -   | -   | -   | 68             | 1,069     |
| -   | -   | -   | -   | -   | -   | -   | 92             | 887       |
| -   | -   | -   | -   | -   | -   | -   | 114            | 838       |
| -   | -   | -   | -   | -   | -   | -   | 121            | 718       |
| -   | -   | -   | -   | -   | -   | -   | 117            | 639       |
| -   | -   | -   | -   | -   | -   | -   | 121            | 595       |
| -   | -   | -   | -   | -   | -   | -   | 144            | 510       |
| -   | -   | -   | -   | -   | -   | -   | 155            | 430       |
| -   | -   | -   | -   | -   | -   | -   | 160            | 406       |

Ventas totales hasta el momento  220,484*